# وادي عين (أحور)

تعديل مصدري - تعديل

تجمع وادي عين هو "تجمع بدوي" في عزلة أحور بمديرية أحور التابعة لمحافظة أبين، بلغ عدد سكانها 42 نسمة حسب تعداد اليمن لعام 2004.